# Varjad
Varjad (1899-ig Vránje, szlovákul: Vranie) Zsolna városrésze, egykor önálló község Szlovákiában, a Zsolnai kerületben, a Zsolnai járásban.

## Fekvése
Zsolna központjától 4 km-re északra, a Kiszuca jobb partján fekszik.

## Története
A régészeti leletek tanúsága szerint területén már a vaskorban is éltek emberek, a korai vaskor végéről  a puhói kultúra településének nyomait tárták itt fel.
A mai települést 1438-ban említik először „Vranye” alakban. A budatíni váruradalomhoz tartozott. Lakói kosárfonással foglalkoztak, de híres volt a falu szilvatermesztéséről is. 1784-ben 30 házában 168 lakos élt.
A 18. század végén Vályi András így ír róla: „VRANYE. Tót falu Trentsén Várm. földes Ura Gr. Szúnyog Uraság, lakosai katolikusok, fekszik Brodnónak szomszédságában, és annak filiája; földgye nehezen míveltetik, és néhol sovány.”
Fényes Elek 1851-ben kiadott geográfiai szótárában így ír a faluról: „Vranye, Trencsén vm. tót falu, a Kisucza vize mellett: 194 kath. lak. F. u. a budetini uradalom. Ut. p. Zsolna.”
1910-ben 262, túlnyomórészt szlovák lakosa volt. A trianoni békéig Trencsén vármegye Kiszucaújhelyi járásához tartozott.
1980-óta Zsolna város része, akkor 832 lakosa volt.

## Nevezetességei
Szent Cirill és Metód tiszteletére szentelt kápolnája.

## Külső hivatkozások
- Varjad Szlovákia térképén
- Képek a településről